# Bentley Speed Six
Bentley Speed Six – luksusowy samochód osobowy produkowany przez brytyjską firmę Bentley w latach 1926-1930. Do jego napędu użyto sześciocylindrowego silnika rzędowego o pojemności 6,6 litra. Moc przenoszona była na koła tylne poprzez 4-biegową manualną skrzynię biegów. Został zastąpiony przez model 4 Litre.

## Dane techniczne

### Silnik
- R6 6,6 l (6597 cm³), 4 zawory na cylinder, SOHC[1]
- Układ zasilania: gaźnik
- Średnica × skok tłoka: 100,00 mm × 140,00 mm
- Stopień sprężania: 5,3:1
- Moc maksymalna: 180 KM (134,2 kW) przy 3500 obr./min[1]

### Osiągi
- Prędkość maksymalna: 192,9 km/h[1]